# Žebernatky

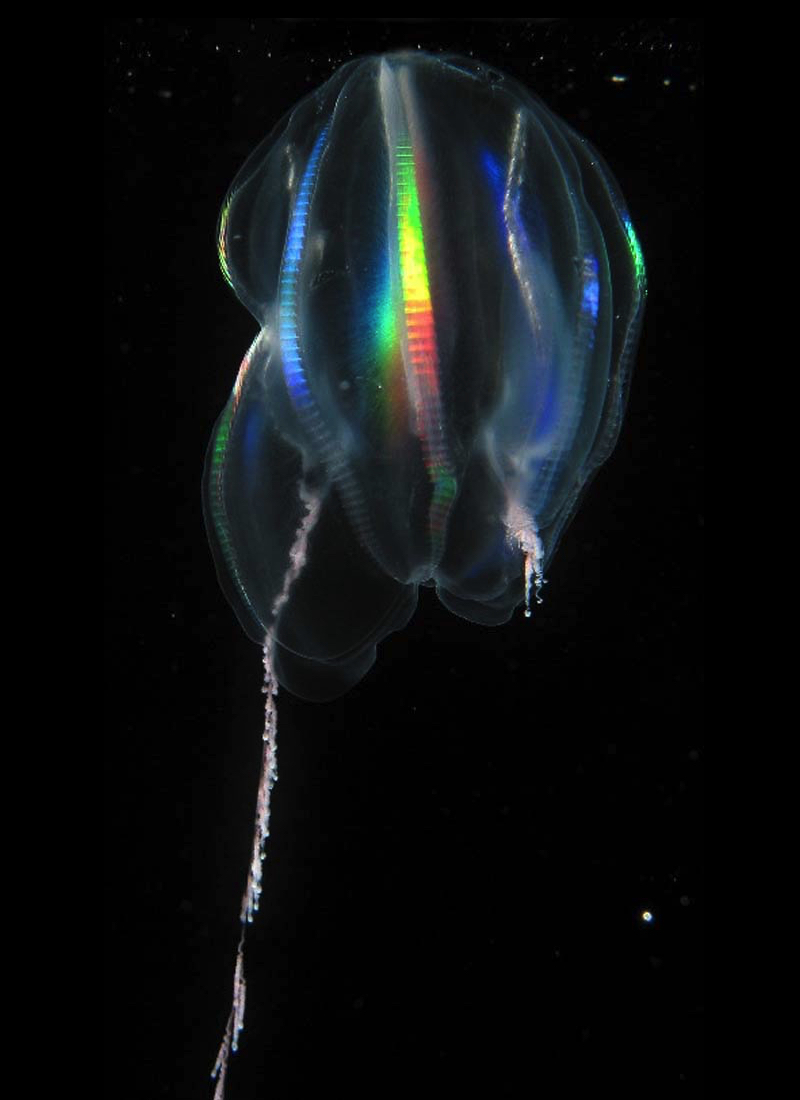
Žebernatka Mertensia ovum

Žebernatky (Ctenophora) je kmen primitivních vodních živočichů podobných žahavcům. Je známo asi 100 druhů, další čekají na objevení. Jsou bazální linií živočichů ve fylogenetickém stromu živočichů (Rokhsar, 2023). Objevili se již před 600–700 miliony let. Některé výzkumy zase naznačují, že bazální postavení v rámci živočichů patří houbovcům (Porifera). Fosilní nálezy ukazují, že dříve měly komplexnější nervový systém.

## Popis
Jejich průhledné gelovité tělo je velké maximálně několik decimetrů, často bočně nebo dorzoventrálně zploštělé. Je pro ně typická radiální symetrie. Ačkoliv jsou poměrně primitivní, dochází i u nich k diferenciaci tkání. Mezi ektodermem a entodermem je řídký buněčný mezenchym.
K pohybu ve vodě používají lupínky (pleurostichy), k zachycování potravy některým druhům slouží rozvětvená tykadla s lepivými buňkami (colloblasty). Trávicí soustava je kanálkovitá, nervová soustava je difúzní, okolo jícnu je ale nervový prstenec. Žebernatky mají cydippidní larvu, která se podobá dospělým zástupcům z řádu hruškovek. Často světélkují (luminiscence).

## Nomenklatura
Vědecké označení Ctenophora nese kromě žebernatek také jeden rod dvoukřídlého hmyzu z čeledi tiplicovitých (Tipulidae) a též jeden rod rozsivek (Bacillariophyceae). Z hlediska nomenklatorických pravidel je toto přípustné pouze proto, že rozsivky spadají pod působnost botanického kodexu, který je nezávislý na zoologickém, a v případě druhém proto, že zoologická pravidla se zabývají pouze taxony do úrovně nadčeledi, názvosloví vyšších taxonů (jako jsou žebernatky) se jimi už neřídí.

## Fylogeneze
Podle současných názorů žebernatky stojí na samé bázi živočichů. Některé studie však umisťují na bázi živočichů houbovce (Porifera), přičemž žebernatky by se nacházely na bázi jim sesterské skupiny Eumatazoa. Dříve byly řazeny do příbuznosti žahavců, zjistilo se ale, že skupina považovaná za žahavcům nejbližší (čeleď Haeckeliidae), u které byly pozorovány žahavé buňky, získala tyto buňky ze své potravy – z medúz.
Je znám rozmanitý starý fosilní záznam, tři vyhynulé rody Ctenorhabdotus, Fasciculus a Xanioascus zhruba shodného stáří kolem 510 milionů let byly nalezeny v Burgesských břidlicích v Britské Kolumbii (Kanada).

## Systém
Jeden z možných systémů:
- Třída: tykadlovky (Tentaculata= Tentaculifera)
  - Podtřída: Typhlocoela
    - Řád: hruškovky (Cydippida)
    - Řád: plošenky (Platyctenida)

  - Podtřída: Cyclocoela
    - Řád: Cambojiida
    - Řád: pásovnice (Cestida)
    - Řád: Cryptolobiferida
    - Řád: Ganeshida
    - Řád: chlopňovky (Lobata)
    - Řád: Thalassocalycida
- Třída: žebrovky (Nuda = Atentaculata)
  - Řád: žebrovky (Beroida)